# Punti Pulo Agam
Punti Pulo Agam is een bestuurslaag in het regentschap Aceh Utara van de provincie Atjeh, Indonesië. Punti Pulo Agam telt 361 inwoners (volkstelling 2010).